# Luigi Cochetti
Luigi Cochetti (Roma, 2 ottobre 1802 – Roma, 6 gennaio 1884) è stato un pittore italiano.

## Biografia
Allievo di Tommaso Minardi all'Accademia di san Luca, divenne professore nell'Accademia che in quel periodo era sotto la direzione di Vincenzo Camuccini. Dipinse grandi allegorie per il soffitto e il sipario del Teatro dell'Aquila di Fermo, rappresentando rispettivamente l'invocazione all'Olimpo con Giove, Giunone, le tre grazie e le sei ore notturne danzanti, colte nell'atto di  ascoltare la musica di Apollo, mentre Armonia consegna il suo scettro al genio di Fermo.